# エリック・ロシャン
エリック・ロシャン (Éric Rochant) はフランスの映画監督、脚本家。

## 主な監督作品
- 愛さずにいられない Un monde sans pitié (1989)
- 愛を止めないで Aux yeux du monde (1991)
- 哀しみのスパイ Les patriotes  (1994)
- アンナ・オズ Anna Oz  (1996)
- メビウス Möbius (2013)